# Campagna di eliminazione dei quattro flagelli

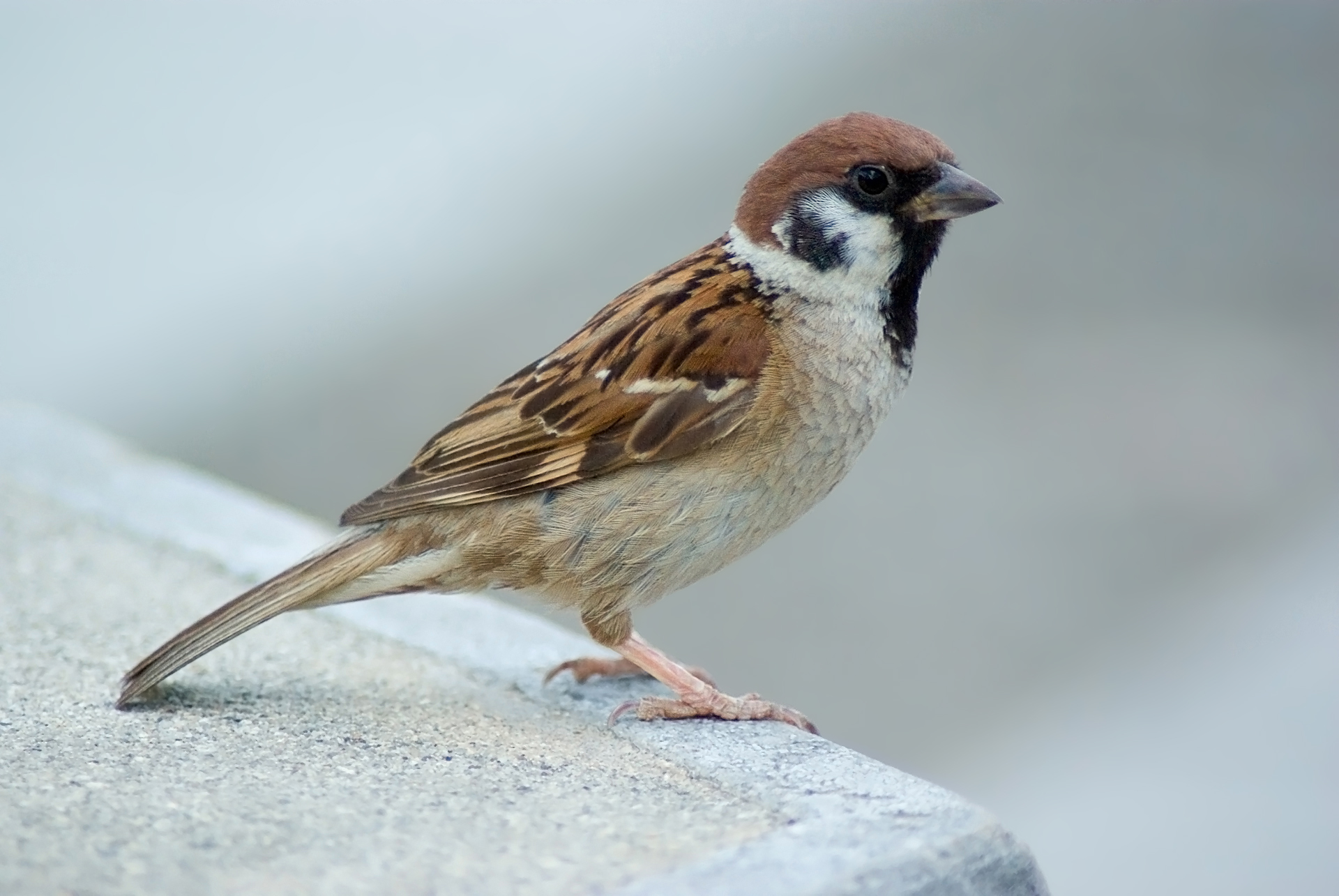
Su richiesta del presidente Mao, i passeri vennero uccisi in massa dai contadini, causando un grave disastro ambientale.

La campagna di eliminazione dei quattro flagelli (in cinese 除四害运动 cin. trad. 除四害運動 chúsìhàiyùndòng), secondo il linguaggio ufficiale, detta anche grande campagna anti-passeri (in cinese 打麻雀运动cin. trad. 打麻雀運動 dǎmáquèyùndòng) o campagna «Uccidi i passeri» (in cinese 消灭麻雀运动|t=消滅麻雀運動 xiāomièmáquèyùndòng), fu una delle prime campagne lanciate in occasione del Grande balzo in avanti, il piano per la crescita economica cinese dal 1958 al 1962. I quattro flagelli da eliminare erano i ratti, le mosche, le zanzare e i passeri. Tale campagna viene ritenuta come una delle cause che portarono alla Grande carestia cinese, che portò alla morte fra i 15 e 55 milioni di persone.

## La campagna
La lotta contro i «quattro flagelli», voluta da Mao Zedong, è stata una campagna d'igiene pubblica su vasta scala. Il presidente Mao stabilì la necessità di sterminare zanzare, mosche, ratti e passeri.

### I passeri
I passeri, in particolare la passera mattugia (Passer montanus), furono inclusi nella lista perché la loro abitudine a nutrirsi di cereali sottraeva alla popolazione rurale una parte del raccolto di grano e riso. Per sterminarli, fu mobilitata in massa la popolazione cinese: i contadini furono incaricati di fare rumore (battendo pentole, vasi o tamburi) per spaventare gli uccelli e impedir loro di posarsi sugli alberi, forzandoli a volare fino a cadere a terra morti per lo sfinimento. I nidi furono divelti, le uova distrutte, i pulcini uccisi. Si stima che furono abbattuti otto milioni di passeri e altri uccelli, causando la quasi scomparsa degli uccelli in Cina.
Nell'aprile del 1960, i dirigenti cinesi si resero conto che i passeri non mangiavano solo i cereali ma anche una gran quantità d'insetti. Anziché aumentare, i raccolti di riso ebbero una sensibile diminuzione dopo l'operazione. A seguito di questa scoperta Mao ordinò di fermare lo sterminio dei passeri, rimpiazzandolo con la caccia alle cimici all'interno della campagna di eliminazione dei quattro flagelli. L'intervento si rivelò tardivo: in assenza dei passeri, suoi predatori naturali, la popolazione di cavallette aumentò considerevolmente e ne risultò un'amplificazione dei problemi ecologici della Cina già causati dal grande balzo in avanti. Un tale squilibrio ecologico è stato indicato tra le cause che provocarono la grande carestia cinese durante la quale oltre 30 milioni di persone sarebbero morte di fame.

### Gli insetti
Per combattere contro le mosche e le zanzare, e in seguito le cimici, le scuole distribuirono pompe di DDT ai bambini. Al tempo il DDT era utilizzato in varie parti del mondo come efficace insetticida, in quanto non erano ancora noti i rischi legati al suo utilizzo. Solo a partire dagli anni settanta del Novecento, in quanto individuato come potenziale cancerogeno, iniziò a essere proibito in vari Stati.

### I ratti
Gli scolari furono coinvolti anche nella lotta contro i ratti: per incoraggiarne lo sterminio, in ogni scuola furono organizzati concorsi per premiare chi avesse portato in classe il maggior numero di code di ratto. Il partito promise una piccola ricompensa in denaro anche ai contadini che avessero consegnato carogne di ratti. La derattizzazione, in un primo momento considerata un successo, svelò ben presto la sua vera natura: i contadini, anziché sterminare i ratti già presenti sul territorio, si misero ad allevarli allo scopo di ricevere l'obolo del partito. Smascherata l'astuzia contadina da parte di un funzionario, la campagna contro i ratti fu sospesa.

## Filmografia
- Planet der Spatzen (2013) di Kurt Mayer.[4]